# Cayo Sulpicio Camerino
Cayo Sulpicio Camerino (en latín Gaius Sulpicius Camerinus) tribuno consular en el año 382 a. C., y censor en 380 a. C. con Espurio Postumio Albino Regilense. Pero no existe registro de que un censo fuera hecho en este año, debido a que Camerino renunció a su cargo en la muerte de su colega.